# عقيدة (فلم)
عقيدة (بالإنجليزية: Tenet) هو فيلم حركة وإثارة وفيلم خيال علمي من تأليف وإخراج كريستوفر نولان. من بطولة جون ديفيد واشنطن وروبرت باتينسون وإليزابيث ديبيكي وديمبل كاباديا ومايكل كين وكينيث براناه. أصدر الفيلم في بعض البلدان في أغسطس 2020.
بدأ اختيار الممثلين في شهر مارس 2019 والتصوير الرئيسي حدث في الدنمارك وإستونيا والهند وإيطاليا والنرويج والمملكة المتحدة والولايات المتحدة بدأً من مايو 2019. المصور السينمائي هويت فان هويتما صور الفيلم على كاميرا 70 ملم وآيماكس.

## القصة
عميل في وكالة المخابرات المركزية «بطل الرواية» يشارك في عملية سرية في دار أوبرا كييف. يتم إنقاذ حياته على يد جندي مقنع يحمل حلية حمراء ، يقوم «بإطلاق» رصاصة من خلال مسدس معكوس. بعد الاستيلاء على الأداة يتم القبض على بطل الرواية من قبل المرتزقة. يتحمل التعذيب قبل أن يتناول السيانيد. يستيقظ ليعرف أن السيانيد كان اختبارًا لولائه ويكتشف أن فريقه قد قُتل وفقدت الأداة.
ينضم بطل الرواية إلى منظمة سرية تسمى تينيت. أظهرت له أحدى العلماء فكرة إنتروبيا «المعكوسة» التي تسمح له بالانتقال إلى الوراء عبر الزمن. تعتقد العالمة أنه يتم تصنيعها في المستقبل وأن هناك سلاح يمكن له أن يمحو الماضي. بمساعدة نيل يتتبع بطل الرواية الرصاص لتاجرة الأسلحة بريا سينغ. يكتشف أنها عضوة في تينيت تم شراء خراطيشها وعكسها من قبل الأوليغارشي الروسي أندريه ساتور.
يقترب بطل الرواية من زوجة ساتور المنفصلة كات والتي تعمل كمثمنة فنية قامت ببيع ساتور دون قصد لوحة مزورة. يستخدم ساتور اللوحة لابتزازها وإبقائها تحت سيطرته. يخطط بطل الرواية لسرقة اللوحة مع نيل من منشأة «ميناء حر» في مطار أوسلو. هناك وجدوا آلة «باب دوار». تشرح بريا أن الباب الدوار يمكن أن يعكس إنتروبيا الأشياء والأشخاص وأن الرجال الملثمين كانوا نفس الشخص.
في ساحل أمالفي يذهب الثلاثة لركوب الزوارق وتحاول كات إغراق ساتور لكن بطل الرواية ينقذه. يعرض بطل الرواية مساعدة ساتور في استعادة حقيبة يقول إنها تحتوي على البلوتونيوم 241. في تالين نصب بطل الرواية ونيل كمينًا لقافلة مدرعة وسرقوا الحقيبة التي تحتوي على الاداه المفقودة في كييف. من بعدها تعرضوا لكمين من قبل ساتور «المعكوس» الذي يحتجز كات كرهينة. بطل الرواية يعطي ساتور حقيبه فارغة ويتراجع. ينقذ بطل الرواية كات لكن يتم أسره ونقله إلى مستودع ساتور.
يطلق ساتور «المعكوس» النار على كات بينما يطلب ساتور العادي الحصول علي موقع الأداة ويعطيه بطل الرواية معلومات خاطئة. ينقذ عملاء تينيت بقيادة إيفز بطل الرواية بينما يهرب ساتور. تأخذ المجموعة كات عبر الباب الدوار لساتور لقلبها للرجوع بالزمن. يعود بطل الرواية إلى موقع الكمين ويطارد ساتور حيث انقلبت سيارته وأشعل النار فيها ساتور. يتم إنقاذ بطل الرواية من قبل فريق إيفز مرة أخرى.
يسافر بطل الرواية ونيل عبر الزمن إلى الميناء الحر في أوسلو. هناك ، يحارب بطل الرواية ماضيه ويدخل الباب الدوار ليعيد نفسه ثم يليه نيل وكات. توضح بريا أن الادوات التسعة هي أجزاء من «خوارزمية» يقوم ساتور بتجميعها وهي قادرة على قلب الكون بشكل كارثي.
كات تكشف أن ساتور يحتضر من سرطان البنكرياس لذا سيطلق الخوارزمية معتقدًا أن العالم يجب أن يموت معه. تعتقد كات أن ساتور سيقتل نفسه خلال إجازتهما عندما كانا سعداء لاخر مره معًا. ينعكس بطل الرواية ونيل وكات وفريقي تينيت إلى ذلك اليوم حتى تتمكن كات من تأخير موت ساتور بينما يؤمن فريقي تينيت الخوارزمية.
يتتبع فريقي تينيت الخوارزمية إلى مسقط رأس ساتور في ستالسك -12 في شمال سيبيريا. في «حركة الكماشة الزمنية» حيث تتحرك قوات الفريق الأحمر للأمام في الوقت المناسب بينما تتحرك قوات الفريق الأزرق للخلف. يتم مساعدة بطل الرواية وآيفز بجثة مقنعة لجندي فريق أزرق مع حلية حمراء على حقيبة ظهره بعد رؤيته يموت في الاتجاه المعاكس. في فيتنام صعدت كات إلى يخت ساتور وقتلته حيث قام بطل الرواية وآيفز بتأمين الخوارزمية.
يقوم بطل الرواية ونيل وآيفز بتفكيك الخوارزمية وتقسيمها الي 3 قطع. يلاحظ بطل الرواية الحلية على حقيبة ظهر نيل حيث يكشف أنه تم تجنيده من قبل بطل الرواية قبل سنوات وهذه المهمة هي نهاية صداقة طويلة. تحاول بريا اغتيال كات لكنها تقتل على يد بطل الرواية الذي أدرك أنه العقل المدبر المستقبلي وراء تينيت.

## طاقم التمثيل
- جون ديفيد واشنطن بدور بطل الرواية وعميل وكالة المخابرات المركزية.
- روبرت باتينسون بدور نيل مساعد بطل الرواية.
- إليزابيث ديبيكي بدور كاثرين «كات» بارتون مثمنة فنية وزوجة ساتور المنفصلة.
- ديمبل كاباديا بدور بريا مهربة أسلحة.
- مايكل كين بدور السير مايكل كروسبي ضابط استخبارات بريطاني.
- كينيث براناه بدور أندريه ساتور الأوليغارشي الروسي الذي يتواصل مع أشخاص من المستقبل.
- آرون جونسن بدور آيفز قائد عسكري.
- كليمونس بويزي
- هيمش باتل بدور ماهر.
- دينزل سميث بدور تاجر أسلحة وزوج الشخصية التي تقدمها ديمبل كاباديا.[4]
- مارتن دونوفان بدور فاي رئيس وكالة المخابرات المركزية في بطل الرواية.
- شون أفيري

## الإنتاج

### مرحلة ما قبل الإنتاج
تخيل الكاتب والمخرج كريستوفر نولان الأفكار وراء فيلم تينيت منذ عشرين عامًا، لكنه بدأ العمل على السيناريو في عام 2014. فيلم حدث ذات مرة في الغرب ألهم كتابة السيناريو. تمت استشارة الفيزيائي النظري كيب ثورن، الذي عمل مع نولان في فيلم بين النجوم (2014) حول موضوعات فيزياء الوقت والكم. استمرت مرحلة ما قبل الإنتاج من أواخر عام 2018 حتى أوائل عام 2019 ، وترك رؤساء الأقسام خمسة أشهر للتحضير. مشرف المؤثرات الخاصة سكوت آر فيشر شاهد أفلامًا وثائقية عن الحرب العالمية الثانية للعثور على نقاط مرجعية للواقعية. طلب مصمم الإنتاج ناثان كرولي من شركة هاميلتون ووتش تصنيع حوالي ثلاثين ساعة يد عسكرية كل منها تمثيلي مع عد تنازلي رقمي. سافر نولان وكراولي لاستكشاف المواقع في فبراير وأبريل 2019. خاب أمل نولان من الأوبرا الملكية السويدية ودار أوبرا كييف وأقتعه كرولي باستخدام قاعة لیناهال، والتي تتناسب مع إتجاهه لتفضيل العمارة الخمومية. تم اختيار برج شري فاردان بدلاً من أنتيليا، حيث كان الأخير يتمتع بأمان شديد. غالبًا ما كانت النماذج الأولية مطبوعة ثلاثية الأبعاد. قام مصمم الأزياء جيفري كورلاند وفريقه بقص وخياطة الملابس في الولايات المتحدة، وصنعوها للممثلين الرئيسيين وآلاف آخرين. اشترى فريق الإنتاج طائرة حقيقية من طراز 747، للاستعانة بها في أحد المشاهد، وذلك حيث رأى نولان، أن خططه لاستخدام تأثيرات بصرية أو CGI، غير مجدية وأصبح من الواضح أنه سيكون من الأفضل بالفعل شراء حطام طائرة حقيقية بالحجم الحقيقي، وإعادة بنائها لتصوير المشاهد.

### اختيار طاقم التمثيل
اختير جون ديفيد واشنطن وروبرت باتينسون وإليزابيث ديبيكي في مارس 2019. سُمح لواشنطن وباتينسون وديبيكي بقراءة السيناريو فقط خلال تواجدهم في غرف مغلقة. بعد أن عُرض عليه الدور الرئيسي في الفيلم، قرأ جون ديفيد واشنطن السيناريو في مكتب المخرج كريستوفر نولان المقفل في استوديوهات وارنر براذرز. واستغرق الأمر منه حوالي خمس ساعات لإنهاء قراءته لأنه استمر في التقليب ذهابًا وإيابًا «في دهشة خالصة». اختار نولان واشنطن لأدائه في فيلم بلاكككلنزمن (2018). رؤية باتينسون في فيلم الوقت المناسب (2017) ترك انطباعًا كبيرًا على المنتجة إيما توماس. بنى باتينسون سلوكيات شخصيته بناء على سلوكيات المؤلف كريستوفر هيتشنز. تم الإعلان عن اختيار ديمبل كاباديا، وآرون تايلور جونسون، وكليمنس بويزي، ومايكل كين، وكينيث براناه عند بدء التصوير. انضم هيمش باتيل في أغسطس. تم الكشف عن مارتن دونوفان في المقطع الدعائي الأول. تم تضمين فيونا دوريف ويوري كولوكولنيكوف في وقت لاحق.

### الموسيقي التصويرية
يٌعتبر فيلم تينيت أول فيلم لكريستوفر نولان منذ فيلم العظمة عام 2006، لم يعمل الموسيقي هانز زيمر عليه، لتضارب المواعيد مع تسجيل مشروعه كثيب عام 2020. وتم استبداله بالوافد الجديد لودفيغ غورانسون، الذي فاز مؤخرًا بجائزة الأوسكار عن عمله في النمر الأسود عام 2018. «زيمر صديق لجورانسون واقترحه على نولان». كان الملحن لودفيغ غورانسون، على وشك بدء جلسات الأوركسترا لتسجيل موسيقى الفيلم عندما أغلقت الولايات المتحدة أبوابها لوقف انتشار فيروس كورونا، فاضطر إلى الانتهاء من الموسيقى التصويرية من خلال تجميع تسجيلات فردية للموسيقيين في منازلهم.

## التسويق والإطلاق

### التسويق
في أغسطس 2019، أطلقت وارنر برذرز لأول مرة في إعلان تشويقي مدته أربعون ثانية. تم نشر المقطع الدعائي الأول على الإنترنت في ديسمبر. ظهر إعلان تلفزيوني في شهر مايو، عرض المقطع الدعائي الأخير، الذي صدر في أغسطس مع أغنية فردية للمغني ترافيس سكوت.

### الإطلاق
كان من المقرر إطلاق شركة وارنر برذرز الفيلم في 17 يوليو 2020 ، في الاي ماكس، 35 ملم ، و 70 ملم فيلم. بسبب جائحة COVID-19، تم تأجيله أولاً إلى 31 يوليو، وبعد ذلك 12 أغسطس. حسب المسؤولون التنفيذيون أن كل تأجيل كلف شركة وارنر برذرز ما بين 200000 و 400000 دولار في رسوم التسويق. تم عرض الفيلم دوليًا في 26 أغسطس في سبعين دولة، بما في ذلك كندا وفرنسا وألمانيا وإيطاليا واليابان وروسيا والمملكة المتحدة. بدأت عروض المعاينة في أستراليا وكوريا الجنوبية في 22 و 23 أغسطس. تم عرض الفيلم في مدن مختارة في الولايات المتحدة في 3 سبتمبر، وتوسعت تدريجياً في الأسابيع التالية. في 4 سبتمبر تم عرض الفيلم في الصين. أصبح تينيت أول فيلم ذو ميزانية عالية في هوليوود يتم إطلاقه في المسارح بعد إغلاقها لفترة طويلة. أصبح الفيلم متاحًا على 4K و Blu-ray و DVD والخدمات الرقمية في 15 ديسمبر 2020.

## الاستقبال

### إيرادات شباك التذاكر
اعتبارًا من 19 ديسمبر 2020، حقق تينيت 57.9 مليون دولار في الولايات المتحدة وكندا، و 304.3 مليون دولار في أقاليم أخرى، بإجمالي 362.2 مليون دولار عالميًا. بميزانية إنتاج تبلغ 200 مليون دولار، تينيت يعتبر أغلى فيلم تم إنتاجه لنولان.

## روابط خارجية
- الموقع الرسمي
- مقالات تستعمل روابط فنية بلا صلة مع ويكي بيانات